# Sven Brolid

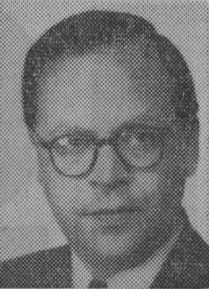
Sven Brolid.

Sven Artur Brolid, född 26 december 1913 i Stockholm, död 5 april 1980 i Göteborg, var en svensk arkitekt som ritat många av Göteborgs karaktäristiska hus.

## Biografi
Sven Brolids föräldrar var Arthur Johansson och Anna Lucia, född Lundgren. Fadern var överlärare på Tekniska skolan i Stockholm och undervisade arkitektstuderande i ämnet frihandsteckning och vid Konsthögskolan i perspektivlära. Familjen var bosatt i en våning på Götgatan i Stockholm. Sommarloven tillbringades på "Broliden", ett hus som var beläget vid sjön Snyten i Bergslagen, i närheten av Norberg. Teckningen "Far läser", skickade Sven Brolid in till en tävling som Stockholms Dagblad arrangerade år 1926. Ur motiveringen: "Segraren är son till en ritlärare och äpplet har således inte fallit långt från trädet". 
Sven Brolid tog studentexamen vid Södra Latin 1932 och examen vid Tekniska högskolans fackavdelning för arkitektur 1943. Året därefter gick han ut arkitekturskolan vid Kungliga Konsthögskolan, där han fick stipendium i ämnet arkitektur. Åren 1943–1944 var Brolid anställd vid byggnadsavdelning på Kungliga Flygförvaltningen och från 1945 av Stockholms stad.
Sven Brolid gifte sig 1946 med Else Herdahl från Köpenhamn. Efter en skilsmässa 1958 gifte han om sig 1962 med Britta Hammarlund. Det var stadsplanechefen i Göteborg Tage William-Olsson som lockade Brolid till Västkusten, där han 1946–47 var anställd som stadsplanearkitekt vid Göteborgs stads stadsplanekontor. Under åren 1946–50 var Brolid lärare i perspektivlära vid Slöjdföreningens Konstindustriskola i Göteborg. Han var även vikarierande tillförordnad professor för Melchior Wernstedt i ämnet arkitektur vid Chalmers tekniska högskola.  
I Göteborg var han verksam i projekteringen av bland annat Järnbrott, Guldheden, Kortedala, Torpa, Slätta Damm, Västra- samt Fridhems kyrkogårdar,  med flera områden. 1956 startade han Sven Brolid Arkitektkontor efter att tidigare samarbetat med kollegan Jan Wallinder. 2001 hade Göteborgs stadsmuseum en utställning om Sven Brolid.
Sven Brolid ligger begraven på Västra Kyrkogården i Göteborg, intill de kapell som ritades på kontoret under sent 1960-tal, S:t Lukas och S:t Markus. Brolid och hans kontor ritade byggnader som prisades av Per och Alma Olssons fonds 1966 (krematorium med kapellen S:t Lukas och S:t Markus) och 1974 (Länssparbanken).

## Realiserade verk i urval

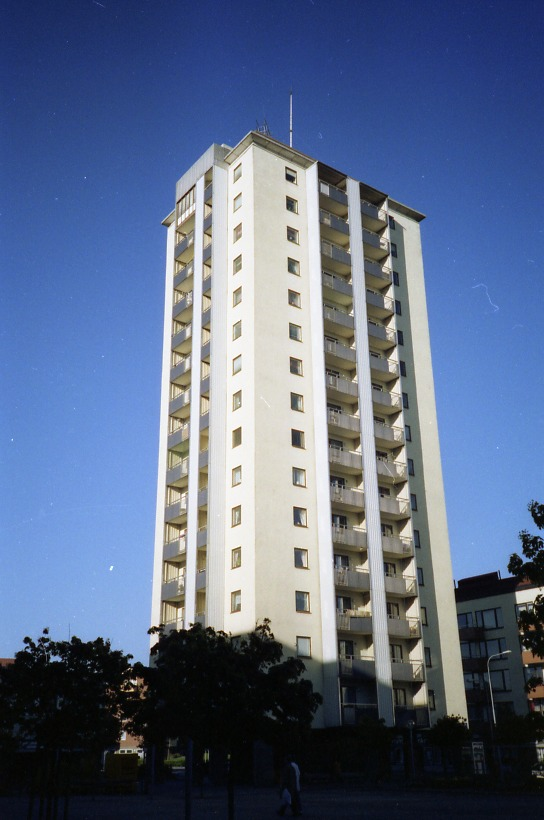
Punkthuset på Axel Dahlströms Torg.

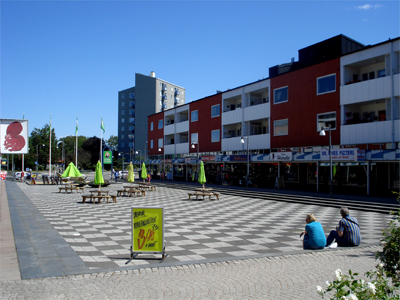
Doktor Fries torg.

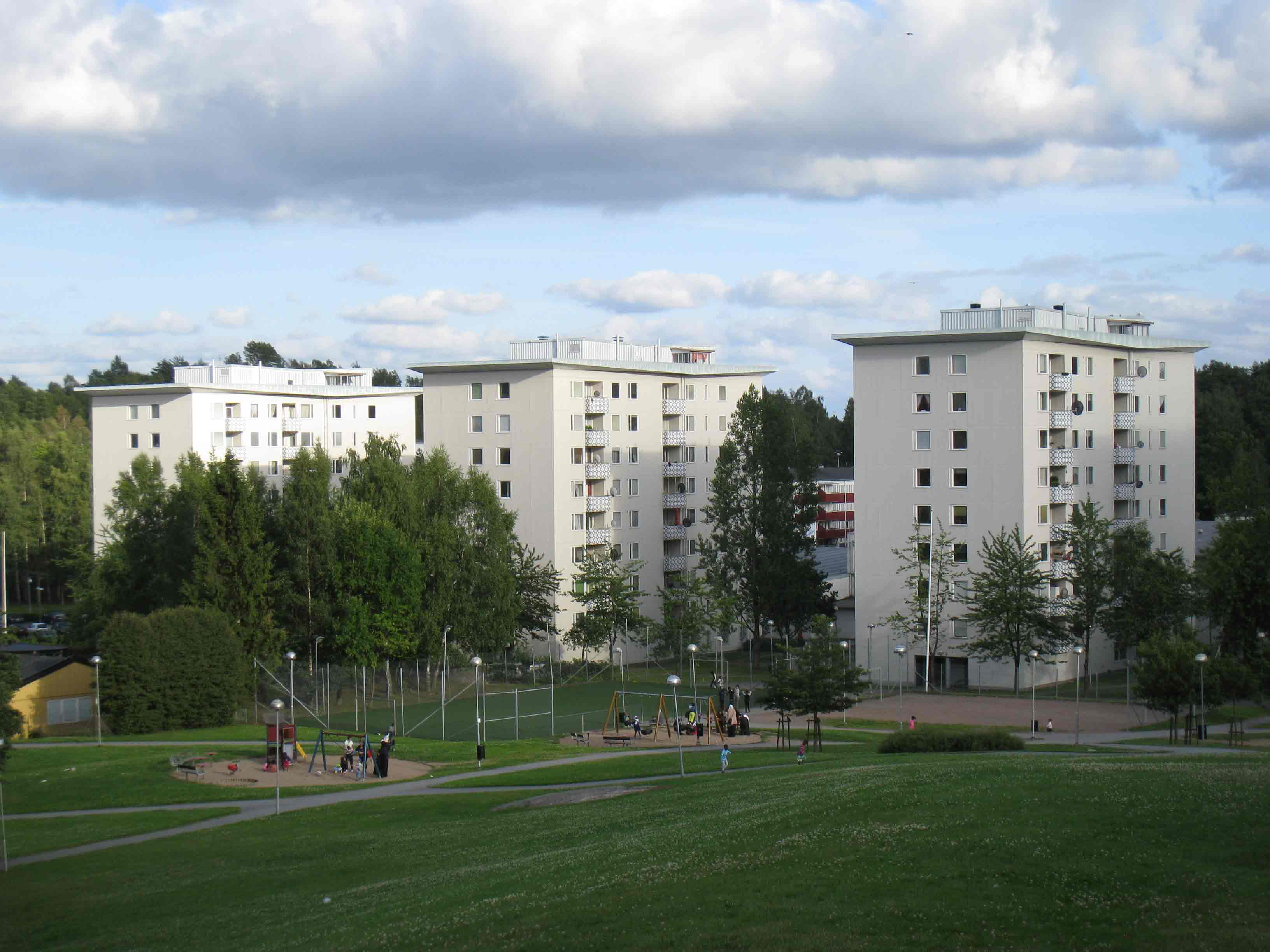
Punkthus på Rymdtorget i Bergsjön.

- 1948-59 - Västra begravningsplatsen i Göteborg, kyrkogårdsutvidgning
- 1951 - Doktor Fries torg i Guldheden i Göteborg, stadsdelscentrum samt bostadsområde i Södra Guldheden
- 1951-52 - Södra Järnbrott i Göteborg, bostadsområde; Radiotorget, stadsdelscentrum samt panncentral
- 1952-56 - Kortedala i Göteborg, bostadsområde; Fotavtrycket, trekantshusen samt kiosken Lyktan
- 1952-56 - Klockareskolan i Hisings Kärra på Hisingen
- 1953-55 - Jättestensskolan i Kyrkbyn på Hisingen
- 1953-56 - Högsbotorp i Göteborg, bostäder vid Axel Dahlströms Torg
- 1954 - Axel Dahlströms Torg
- 1954-55 - Folkskola i Götene
- 1955 - Folkskola i Vänersborg
- 1956/1965 - Villa Ljungren i Skår i Göteborg
- 1956 - Folkskola i Biskopsgården i Göteborg
- 1956 - Lyktan i Kortedala, Göteborg
- 1958 - Olof Asklunds Ångbageri vid Övre Husargatan i Göteborg
- 1950-tal - Kyrkogård i Alingsås
- 1960-63 - Bensinstation vid Stureplatsen i Göteborg
- 1960-64 - Bostadsområden i västra Järnbrott; Käppen, Kommandobryggorna och Tratten
- 1961 - Gamla skolan i Landvetter
- 1961-63 - Seminarium för Huslig utbildning i Göteborg
- 1962-65 - Brunnsbo på Hisingen, bostadsområdet Backa II samt saluhall
- 1964 - Röhsska konstslöjdmuseet i Göteborg, tillbyggnad
- 1964-65 - Kyrkogården i Bergum i Göteborg
- 1965 - Centralskola i Landvetter
- 1965-71 - Örebro Slott, restaurering av sydvästra tornet
- 1965 - Fridhemkyrkogården på Hisingen
- 1965-70 - Genomgripande restaurering av Mariakyrkan, Hagakyrkan och Sankt Paulikyrka i Göteborg
- 1966-68 - Västra Begravningsplatsen i Göteborg; kapell S:t Markus, S:t Lukas samt krematorium
- 1966 - Villa Hammarlund och Villa Ahlbäck i Örebro
- 1967-75 - Norre Port/Norre Torg i Halmstad; kvarteret Klostret, kvarteret Stadsporten samt restaurering av tillbyggnad (tillsammans med Holger Blom)
- 1968 - Punkthus på Rymdtorget i Göteborg
- 1968-70 - Rosenlund i Göteborg, kontorshus
- 1968 - Västra Järnbrott, utbyggnad av bostadsområde
- 1970 - Landala i Göteborg, bostadsområde
- 1971 - Servicehus i Bergsjön i Göteborg
- 1971 - Göteborgs domkyrka, inredning
- 1971-73 - Länssparbankens hus i Nordstan i Göteborg
- 1974 - Kvibergs kyrkogård i Göteborg, utvidgning med den norra delen
- 1974-75 - Tuve kyrka i Göteborg, utvidgning samt nya byggnader